# 주파수 분할 다중화

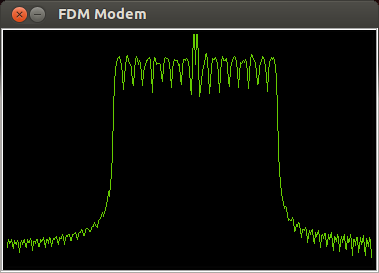

주파수 분할 다중화(周波數分割多重化, 영어: Frequency-division multiplexing, FDM)는 통신 매체에서 이용 가능한 총 대역폭을 겹치지 않는 일련의 주파수 하부 대역으로 분리시킨 뒤, 분리된 대역을 각각 개별 신호를 전달하는데 사용하도록 하는 기술을 가리킨다.
주파수 분할 다중화를 통해 여러 사용자들이 하나의 물리적인 통신 채널을 공유하는 경우에는 이를 주파수 분할 다중 접속(FDMA)으로 부른다.

## 같이 보기
- 파장 분할 다중화 (Wavelength-division multiplexing, WDM)